# Jesse F. Keeler
Jesse Frederick Keeler (Toronto, 11 novembre 1976) è un musicista canadese.
È conosciuto per essere il bassista del gruppo dance punk Death from Above 1979 e più recentemente come membro del duo di musica elettronica MSTRKRFT.
Keeler oltre il basso suona la chitarra, la tastiera, la batteria e il sassofono; questo gli ha permesso durante la sua carriera di produrre e scrivere musica di vari generi tra cui punk, hardcore, rock, house ed elettronica .

## Discografia

### Femme Fatale
- As You Sow, So Shall You Reap (2002)
- Fire Baptism (2002)
- From the Abundance of the Heart, the Mouth Speaks (2004)

### Death from Above 1979
- Heads Up (2002)
- Romantic Rights (2004)
- You're a Woman, I'm a Machine (2004)
- Romance Bloody Romance: Remixes & B-Sides (2005)
- The Physical World (2014)
- Outrage! Is Now (2017)

### MSTRKRFT
- The Looks (2006)
- Fist Of God (2009)

### Solista (come JFK)
- TBA Baby Techno (EP)

### JFK and St. Mandrew
- Beehive/Towel Swinger (EP) (2010)
- Face Pump (EP) (2010)